# Rani Chandra (actrice)
Pour l’article homonyme, voir Rani Chandra.
Rani Chandra est une actrice malaisienne.

## Filmographie

### Cinéma
- 1968 : Anchu Sundariakal
- 1969 : Anaachadanam
- 1970 : Vivaham Swargathil
- 1971 : Vivahasammanam : Sundari
- 1972 : Brahmachari : Vimala
- 1972 : Devi
- 1972 : Omana
- 1972 : Puthra Kamekhi : Bela, wife of Ratan
- 1972 : Sree Guruvayoorappan
- 1973 : Aaradhika
- 1973 : Agnathavasam : Kamala
- 1973 : Kaalachakram : Geetha
- 1973 : Kaapalika : Lillykutti
- 1973 : Pacha Nottukal : Rosey
- 1973 : Police Ariyaruthe : Alice
- 1973 : Radha
- 1973 : Soundarya Pooja
- 1973 : Udhayam : Hema
- 1974 : Nellu
- 1974 : Ponthen Aruvi : Vimala
- 1974 : Shapa Moksham
- 1974 : Youvanam : Sharada
- 1975 : Ayodhya : Kamalam, beti of Muthalali
- 1975 : Hello Darling : Sumithra
- 1975 : Odakkuzhal
- 1976 : Badra Kali : Gayathri
- 1976 : Mailanum Mathevanum
- 1976 : Swapnadanam : Sumitra
- 1982 : Lahari